# Камарис
Камарис (арм. Կամարիս) или Камаракуйс (арм. Կամարակույս) — село в Котайкской области Армении, расположенное у подножия Гегамских гор, в 47 км. от областного центра Раздан.

## История
Как отмечает «Гeогpaфичeско-стaтистичecкий cлoваpь Рoссийcкой Импepии», село называлось Гамриси (на картах Гямрис (Гямриз)) и по состоянию на 1861 год находилось в Новобаязетском уезде Эриванской губернии. В селе находился одноарочный мост примечательной архитектуры и старинная армянская церковь . К  1893 году село уже территориально относилось к Эриванскому уезду Эриванской губернии, где оно являлось центром Гямризского сельского общества.  В поселении на тот момент насчитывалось  115 дворов, а население, полностью состоявшее из армян, насчитывало 962 жителя (515 мужчин и  447 женщин) .  Согласно «Кавказскому календарю» за 1908 год, в селе проживали армяне  в количестве 1058 человек

## Население
Население занимается скотоводством, пчеловодством, табаководством и выращиванием зерна
| год         | 1831 | 1897 | 1926 | 1939 | 1959 | 1970 | 1979 | 2001 | 2004 | 2011 | 2012 |
| численность | 199  | 1097 | 1617 | 1545 | 1068 | 1392 | 1592 | 2195 | 2518 | 2075 | 2055 |

## Достопримечательности
В селе имеется церковь св. Акопа (XVII век), часовня Св. Богородицы (Сурб Аствацацин), построенная в 1276 году, а также часовня Сурб Арутюн XVII-XVIII века, расположенная на кладбище села. Кроме того, в селе присутствуют остатки циклопической крепости I тысячелетия до н. э. 

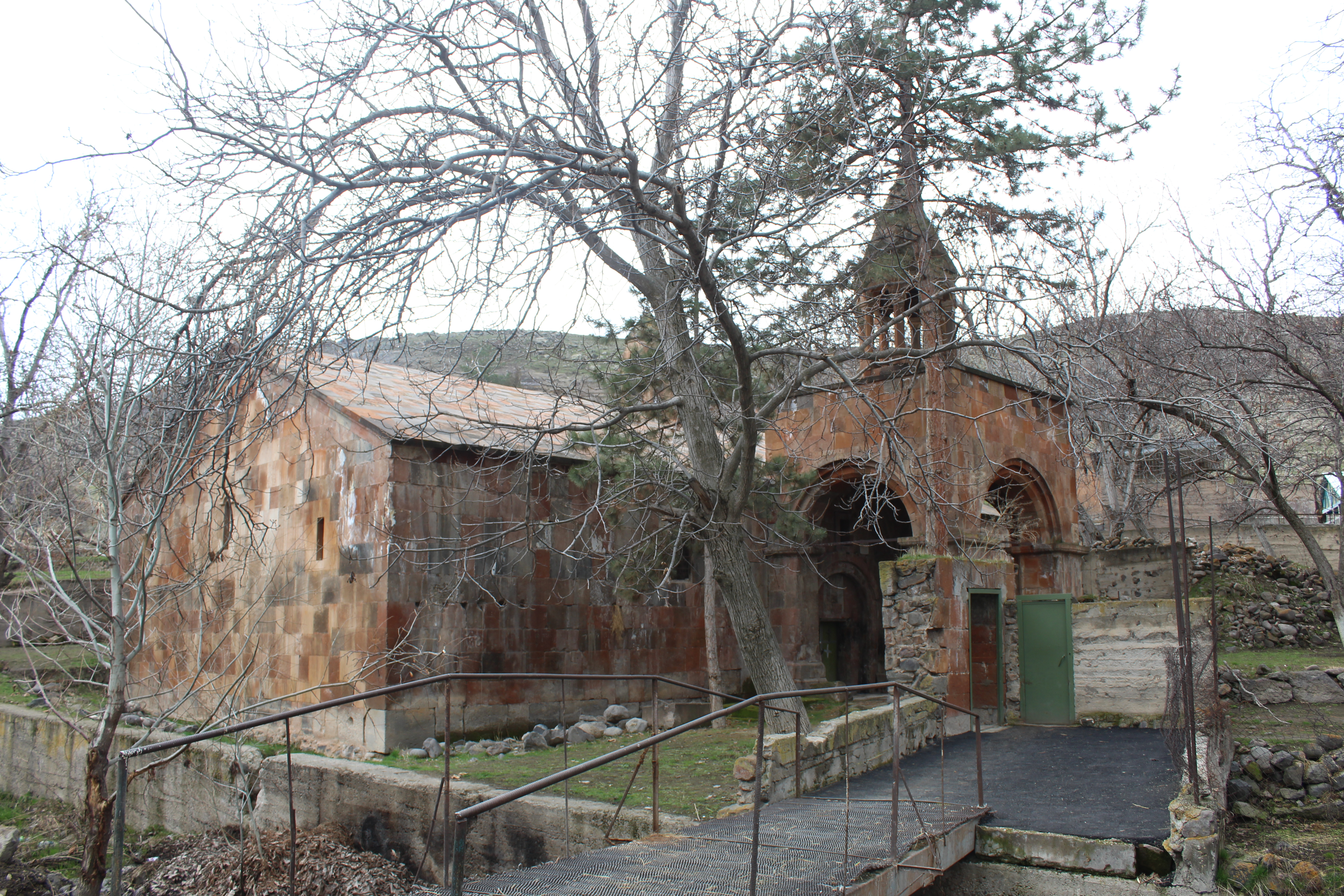
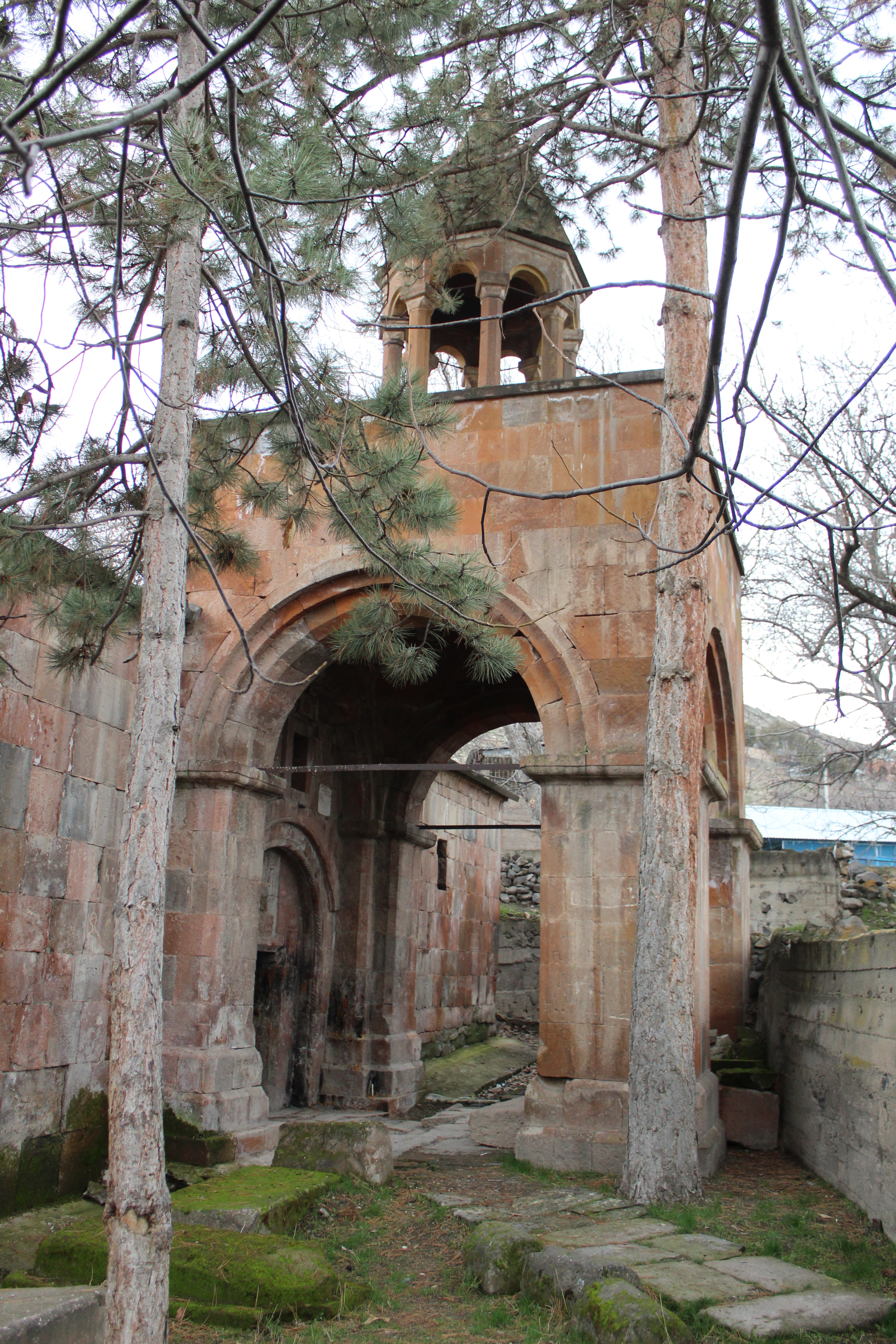
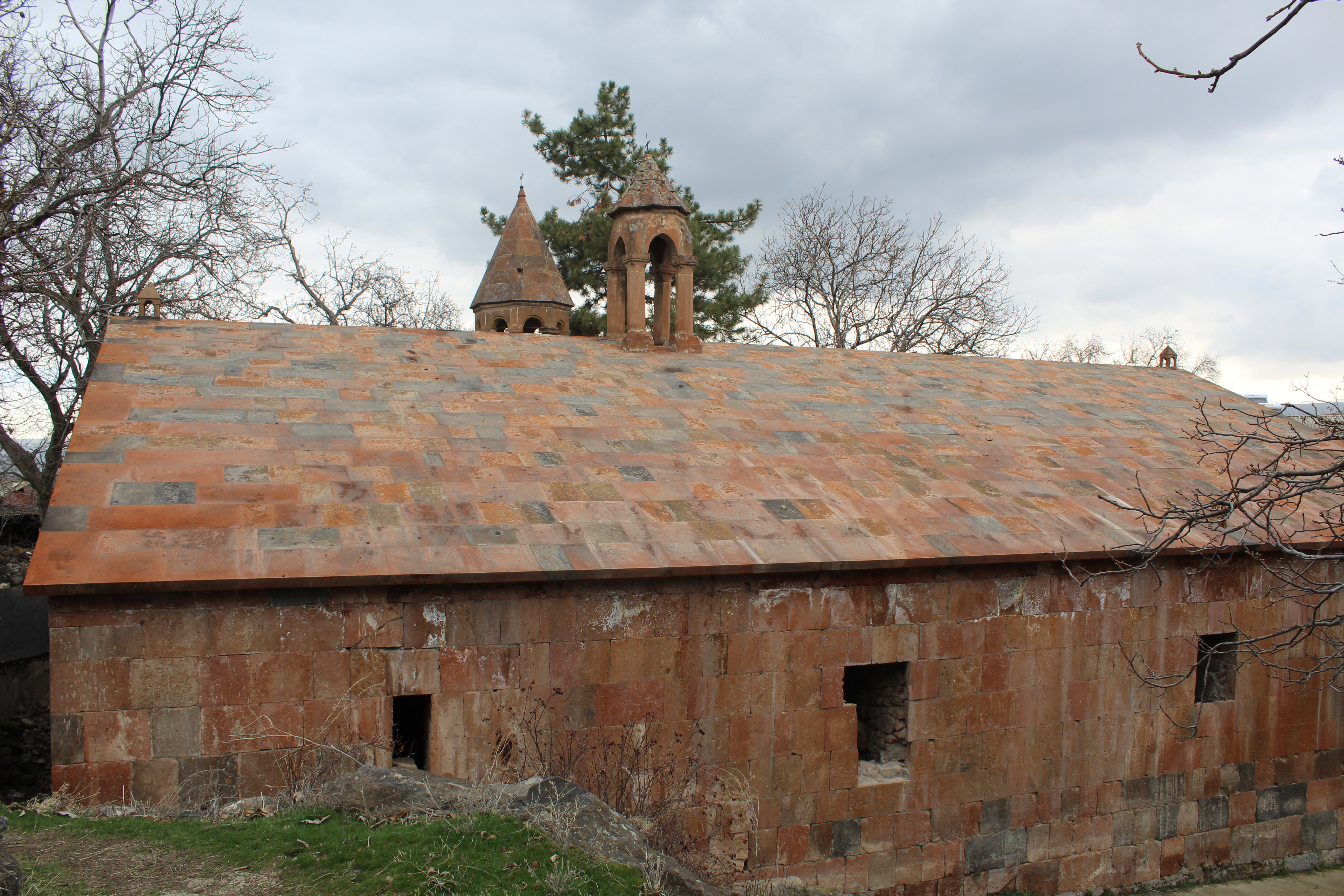
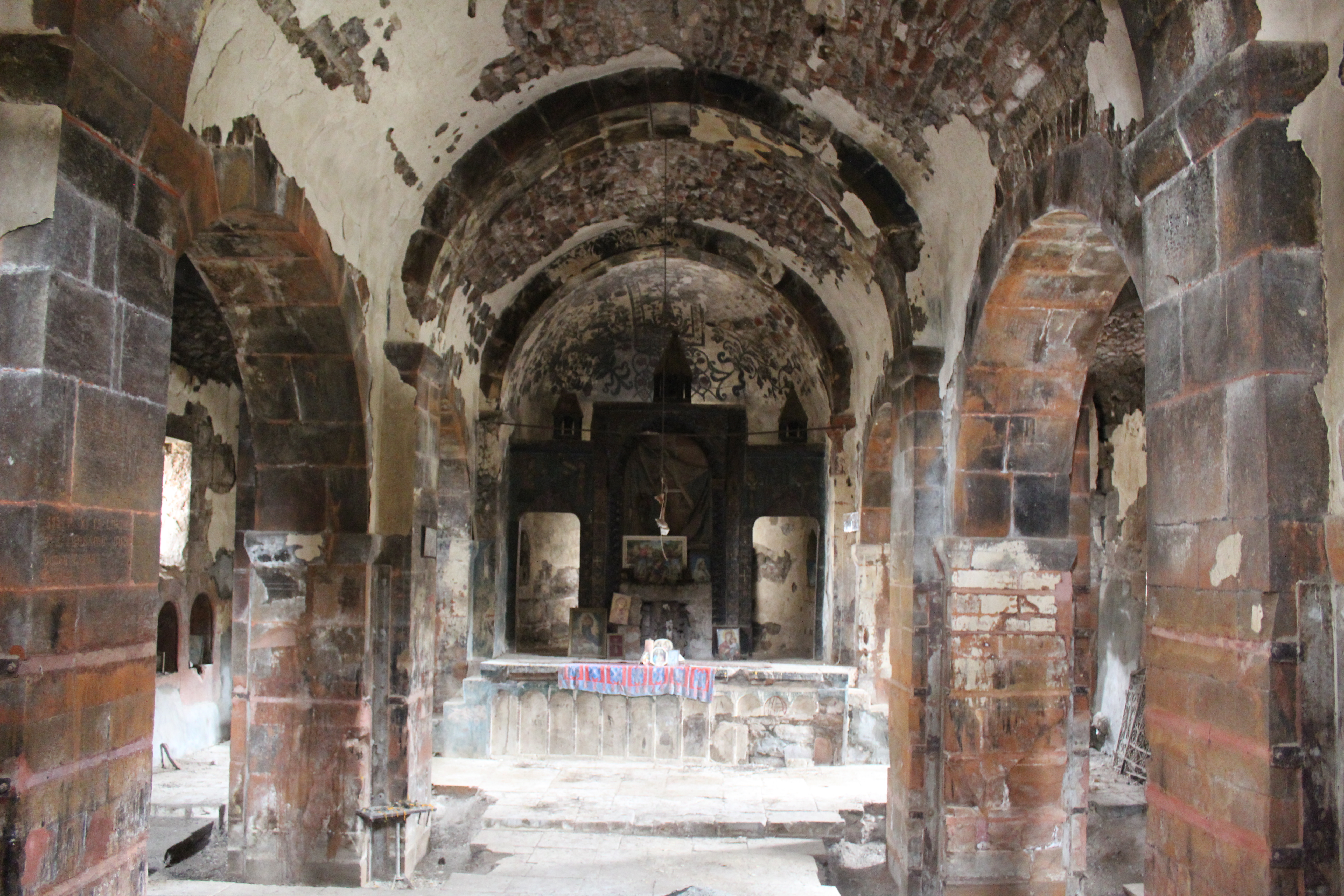
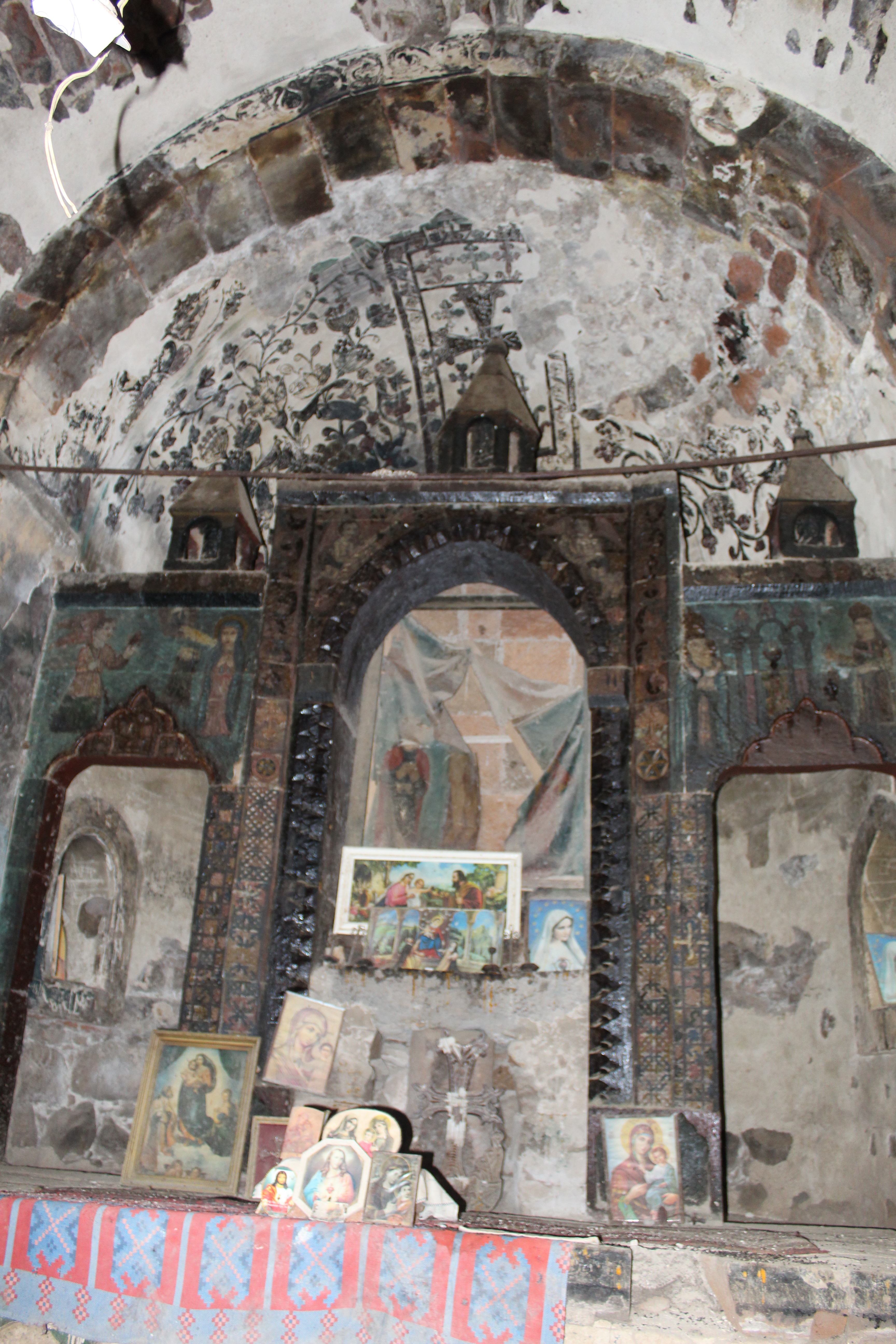
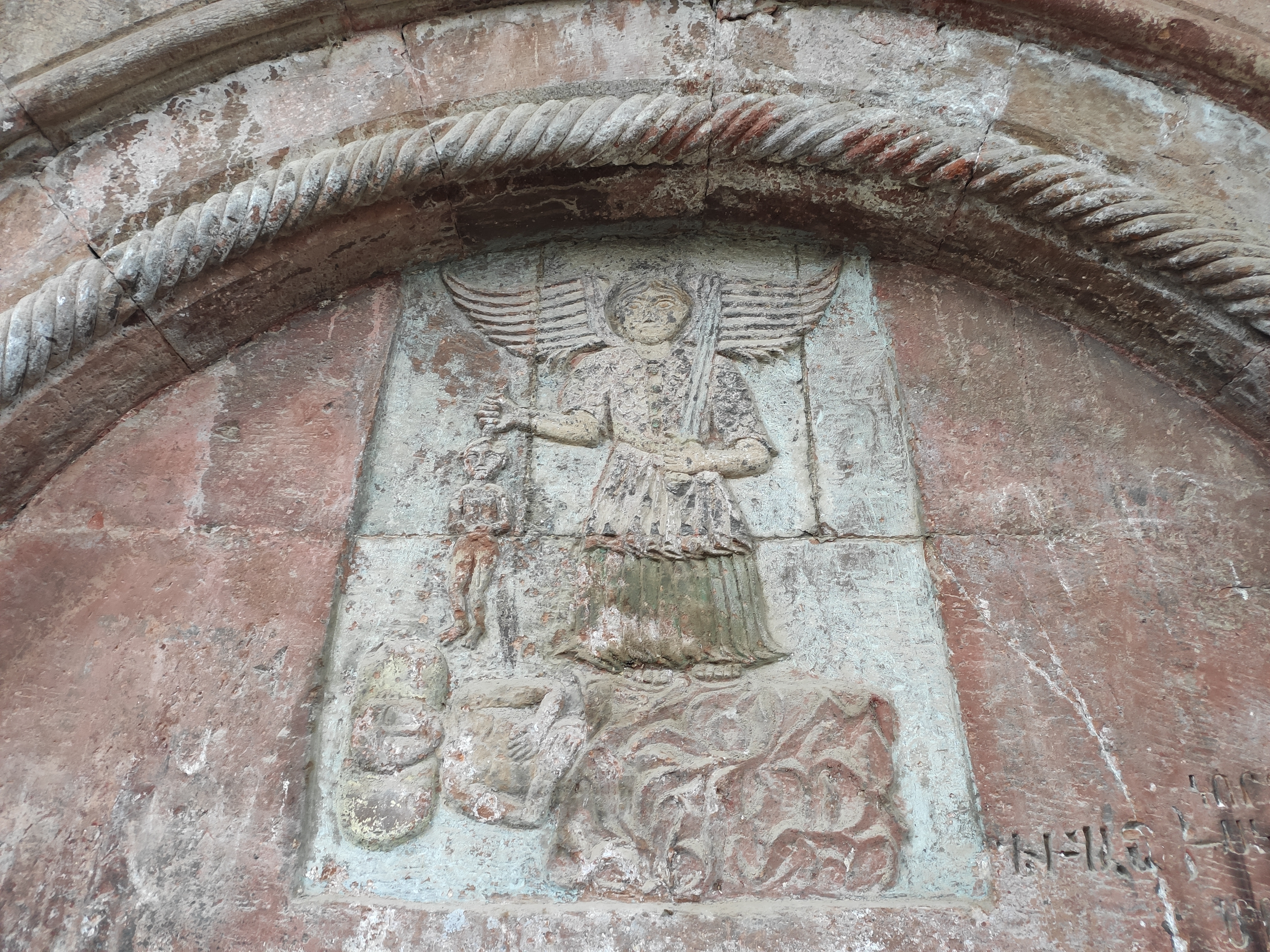
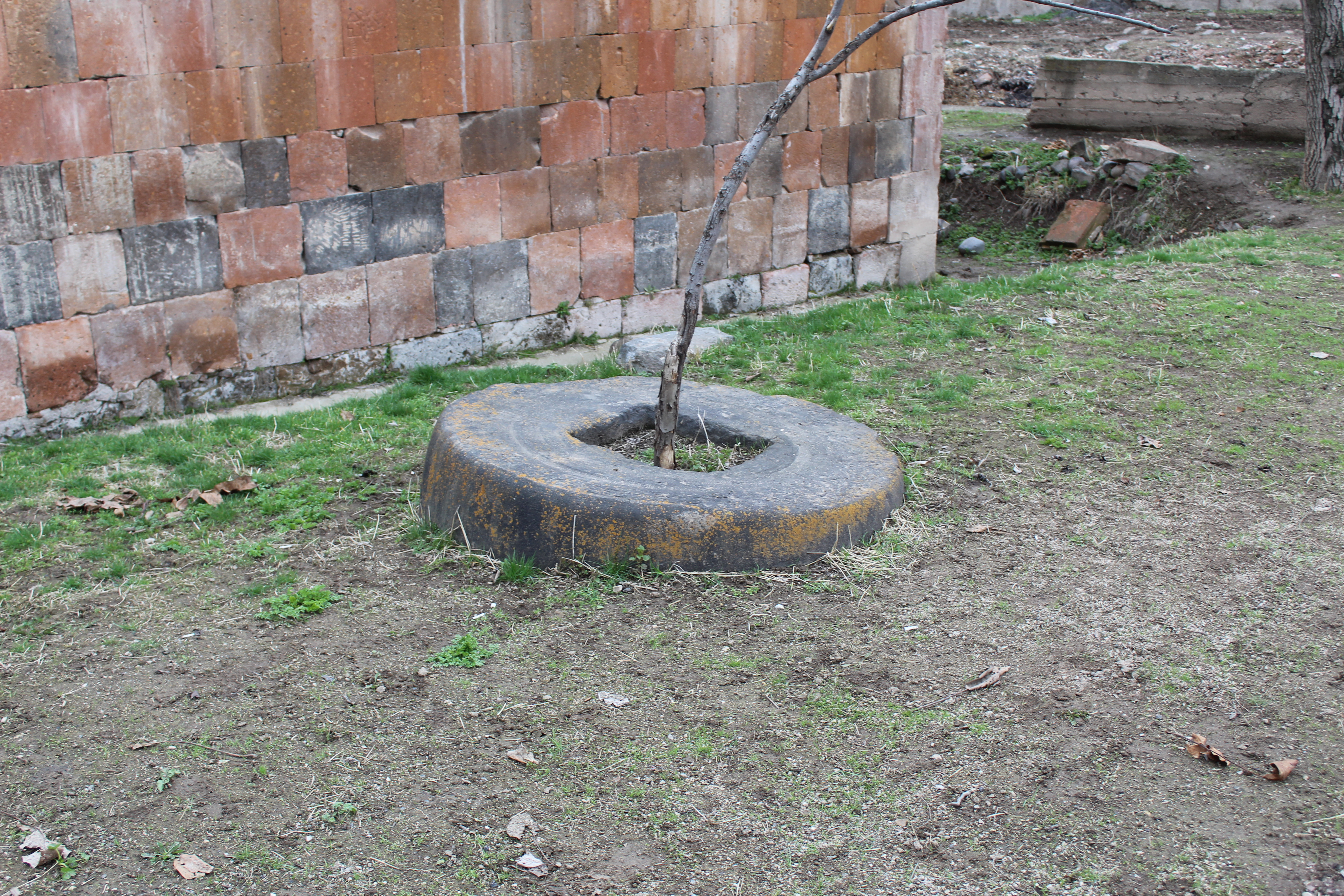
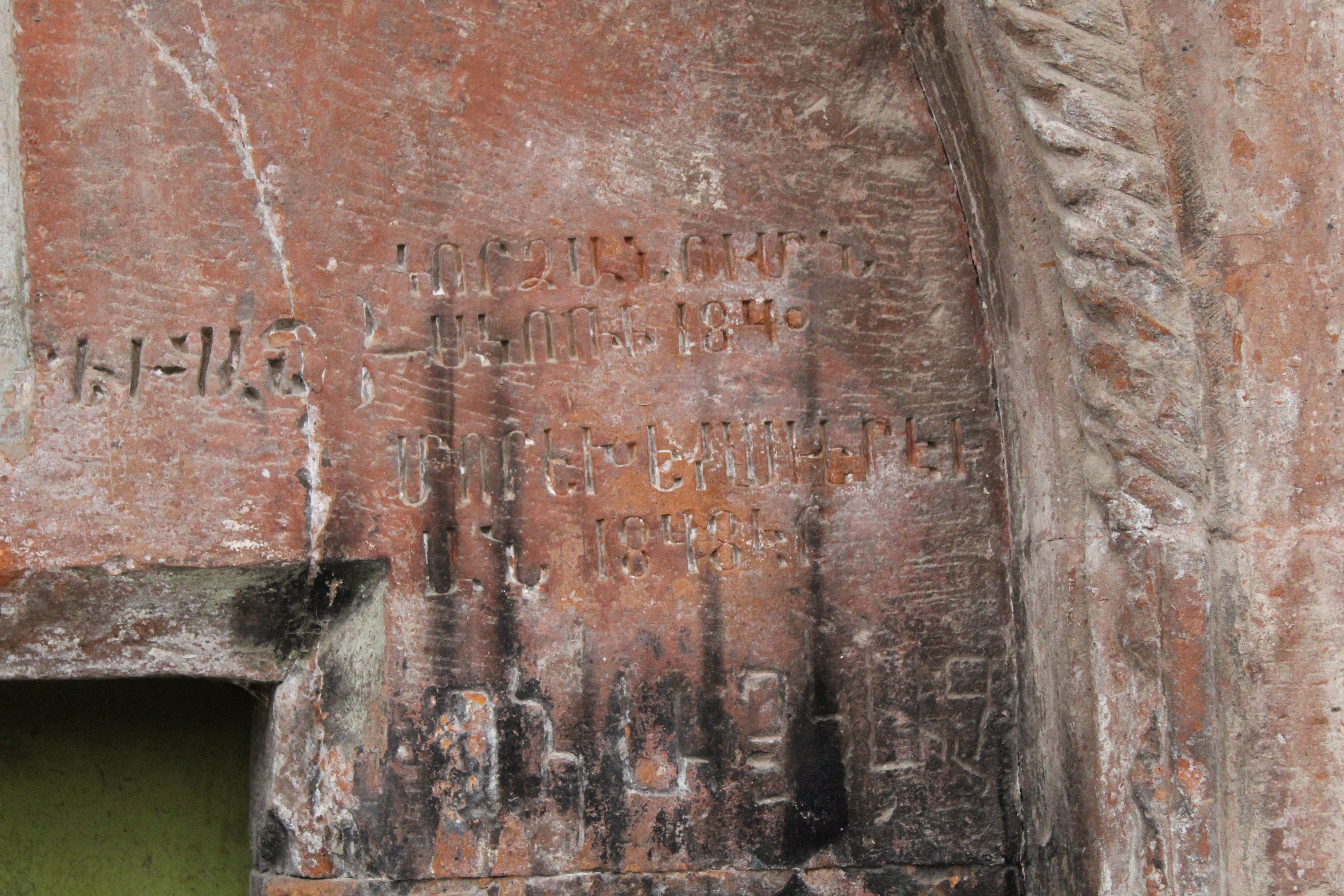
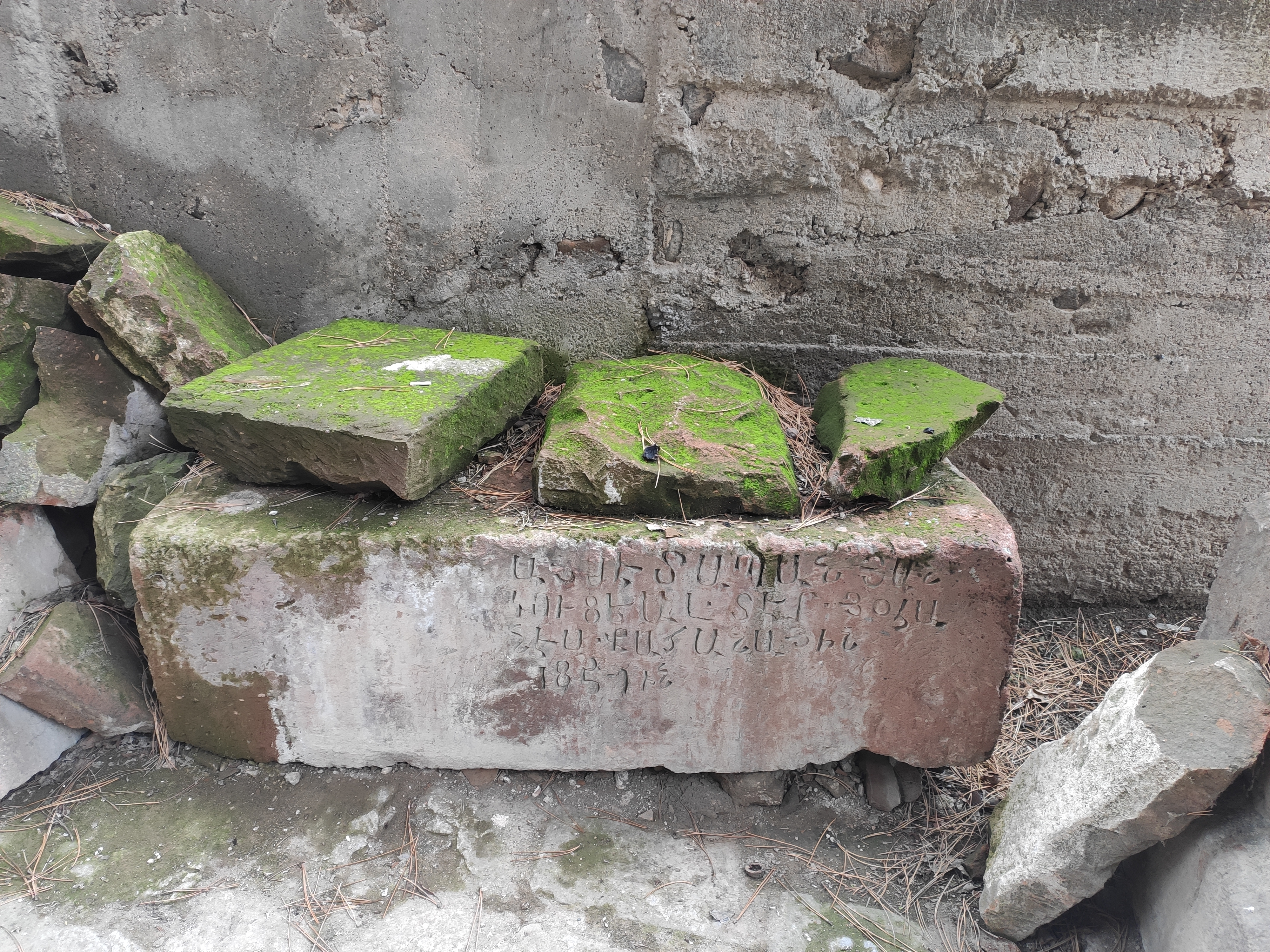
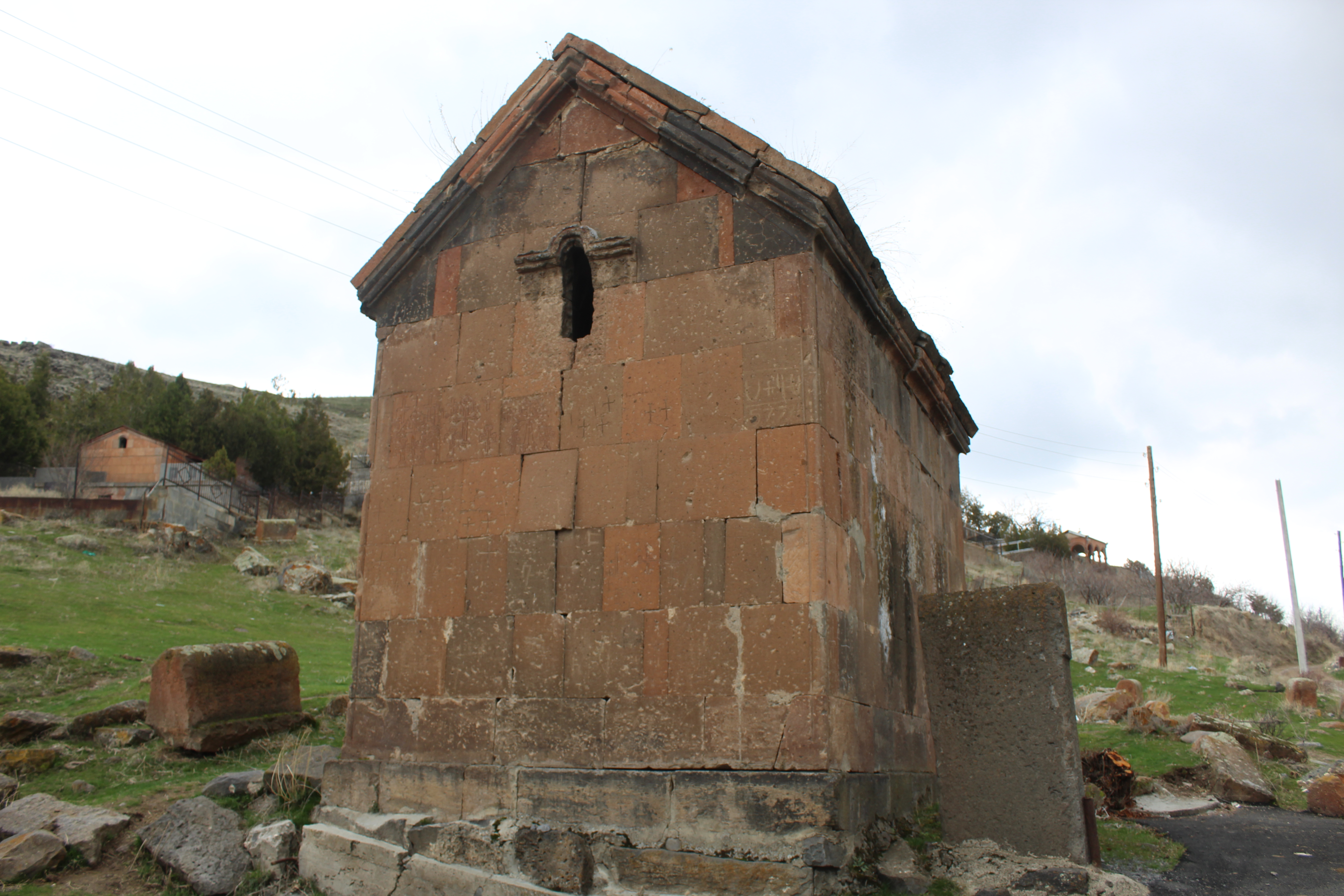
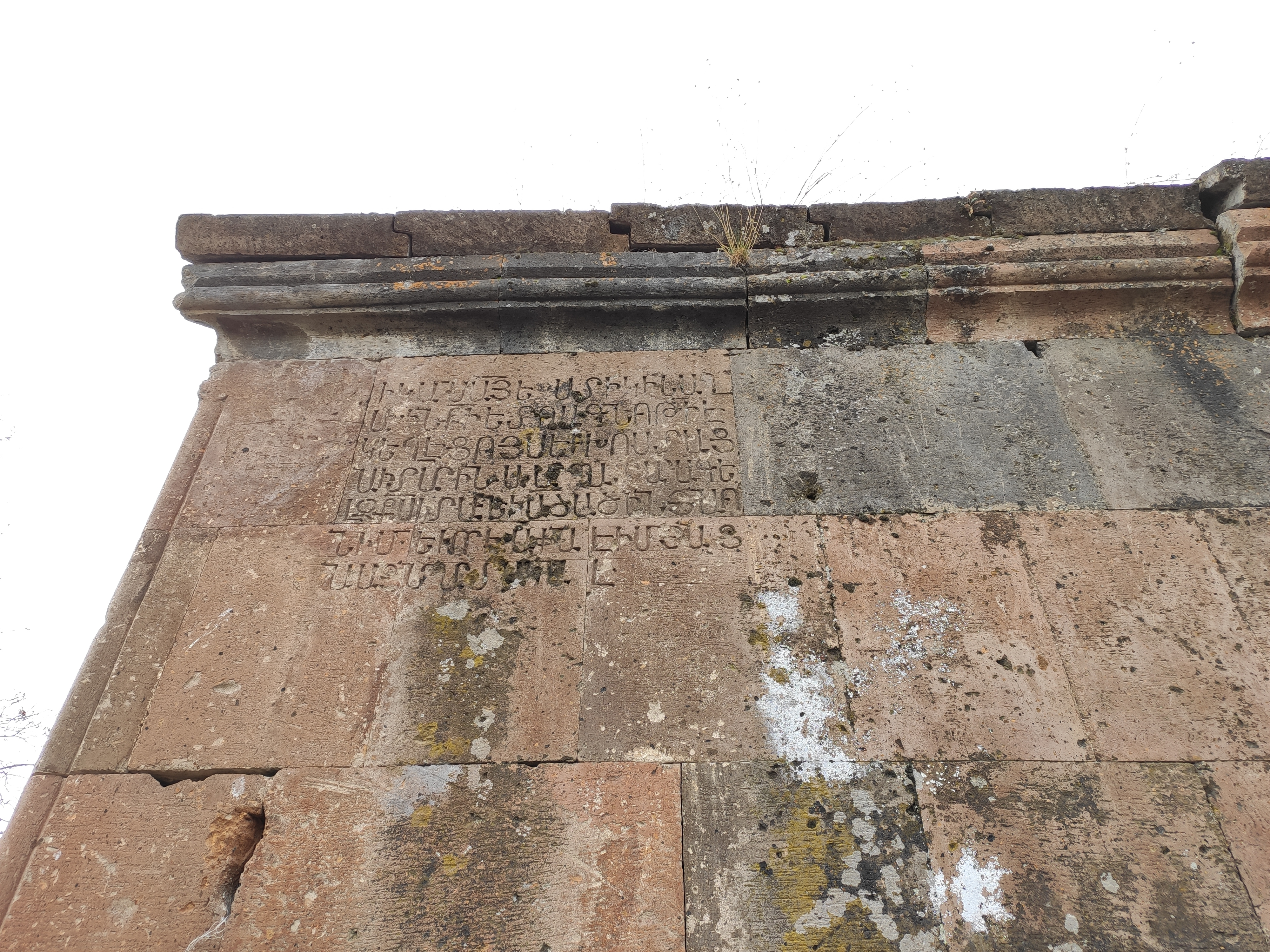
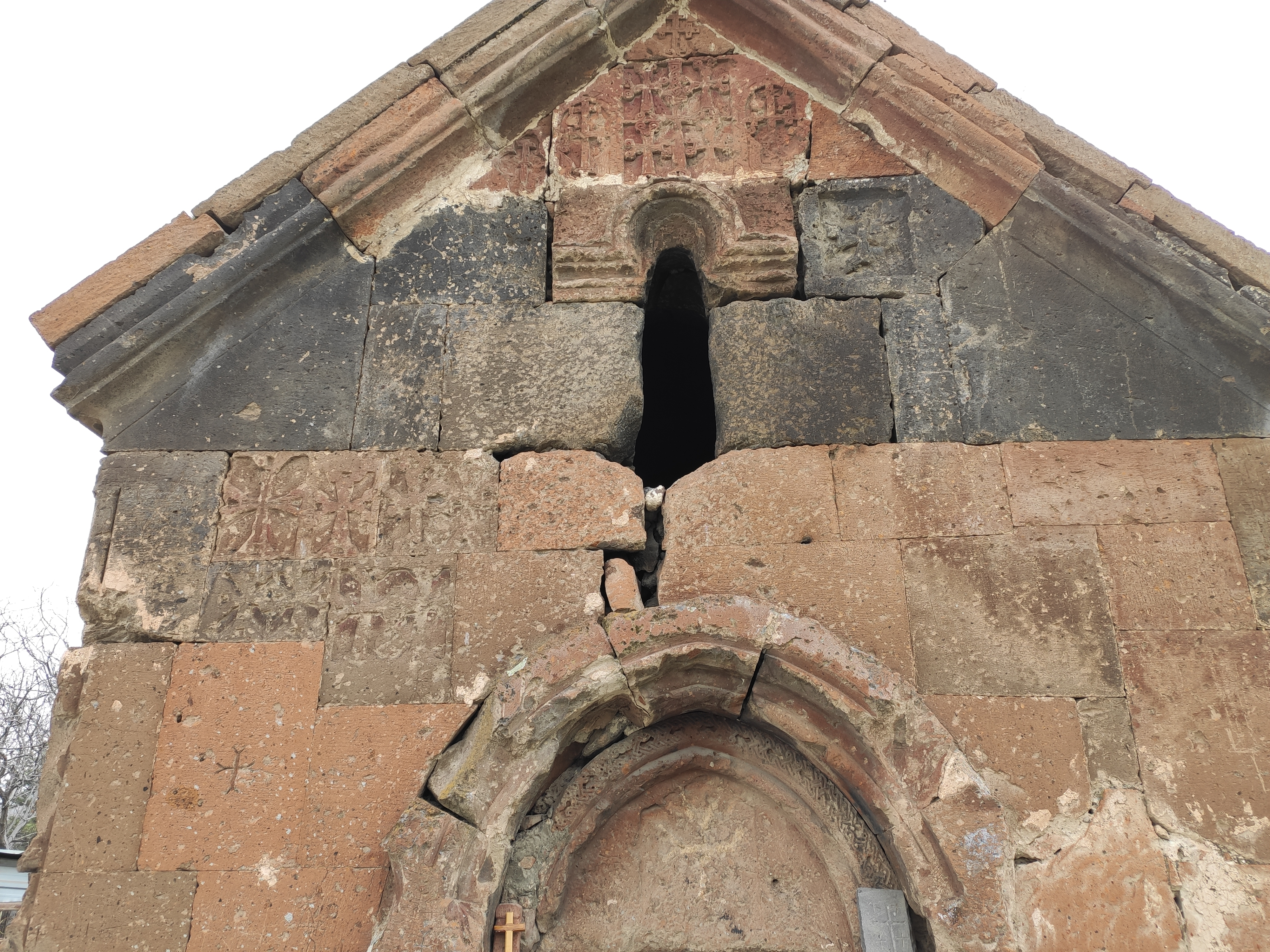
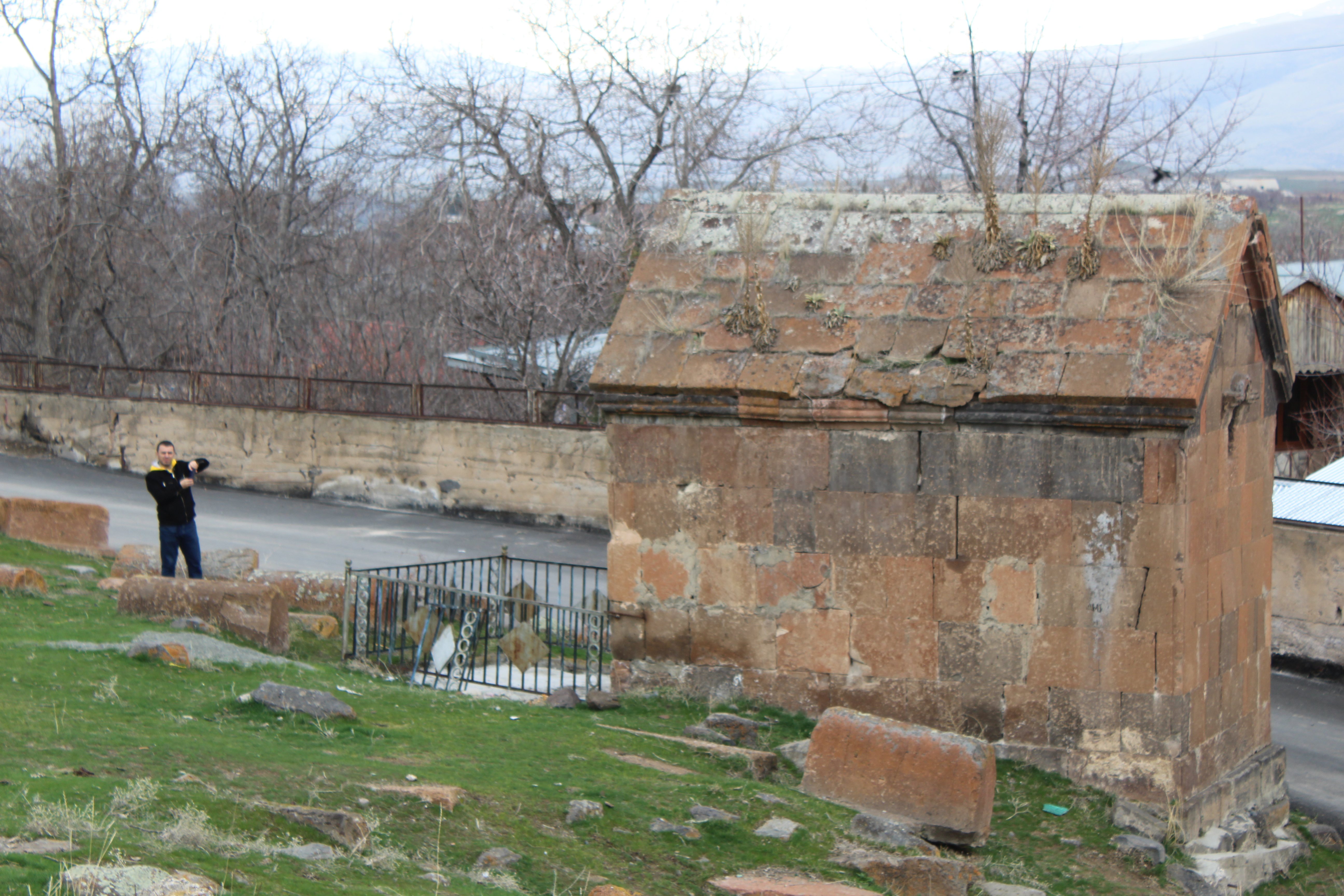
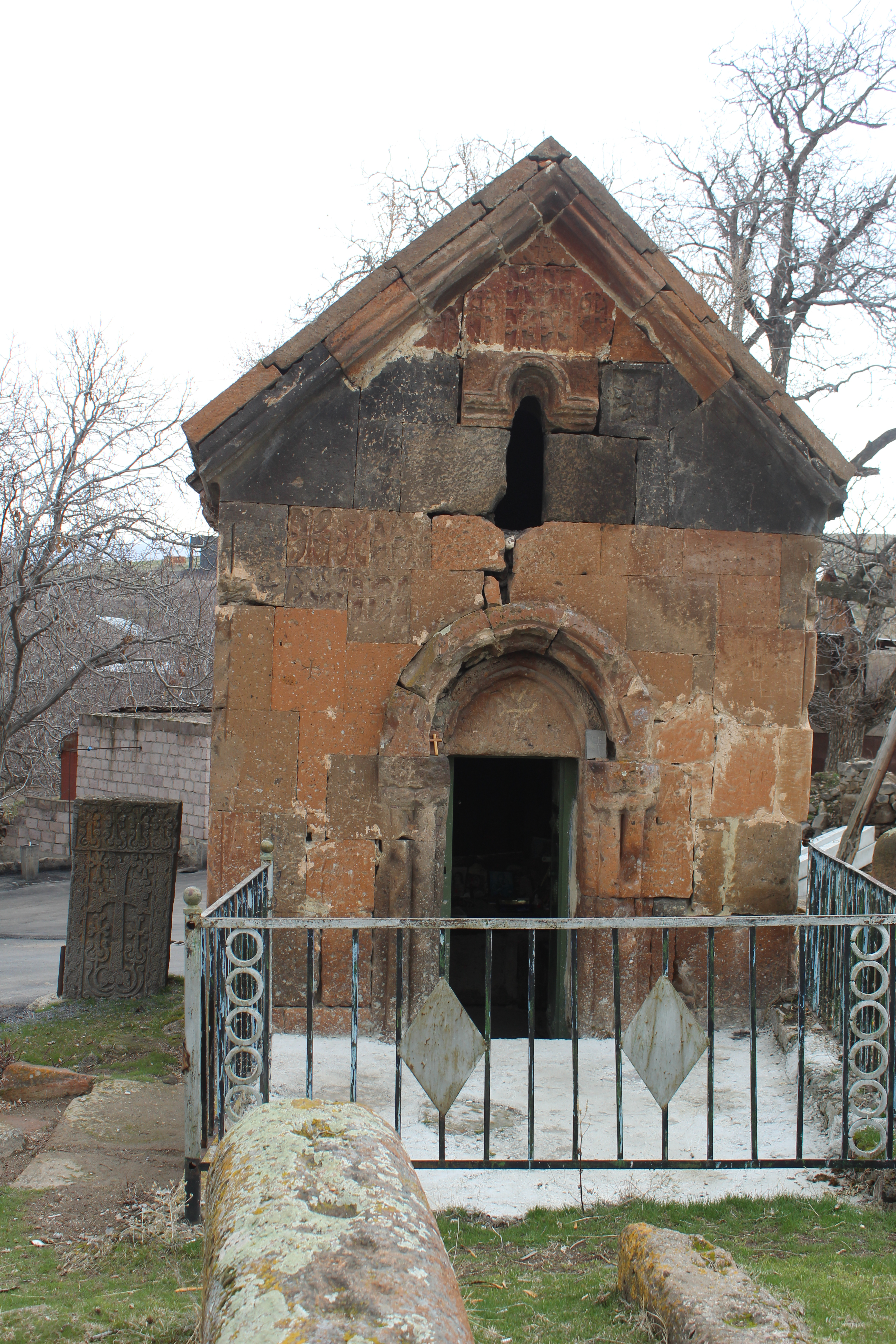
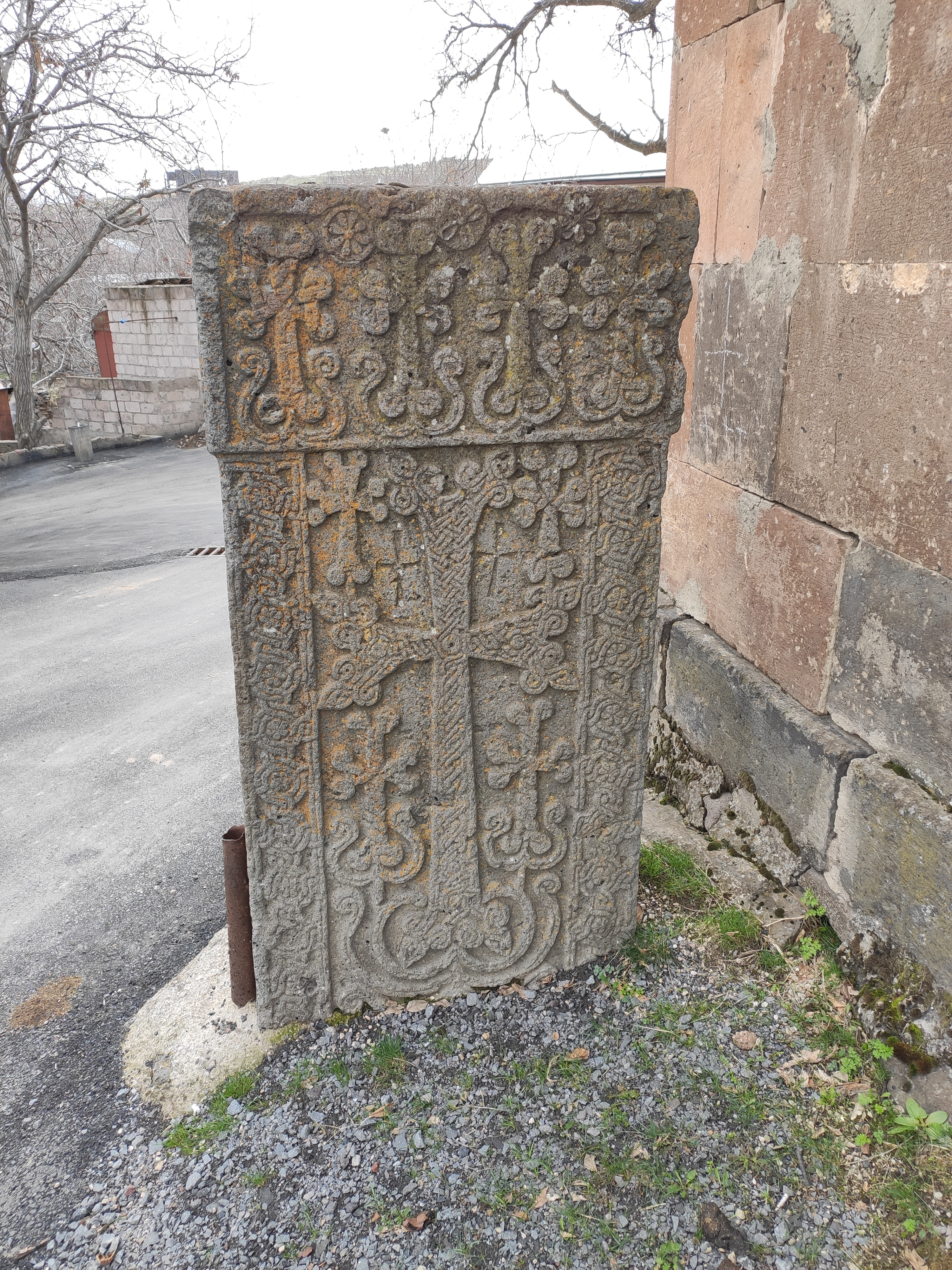
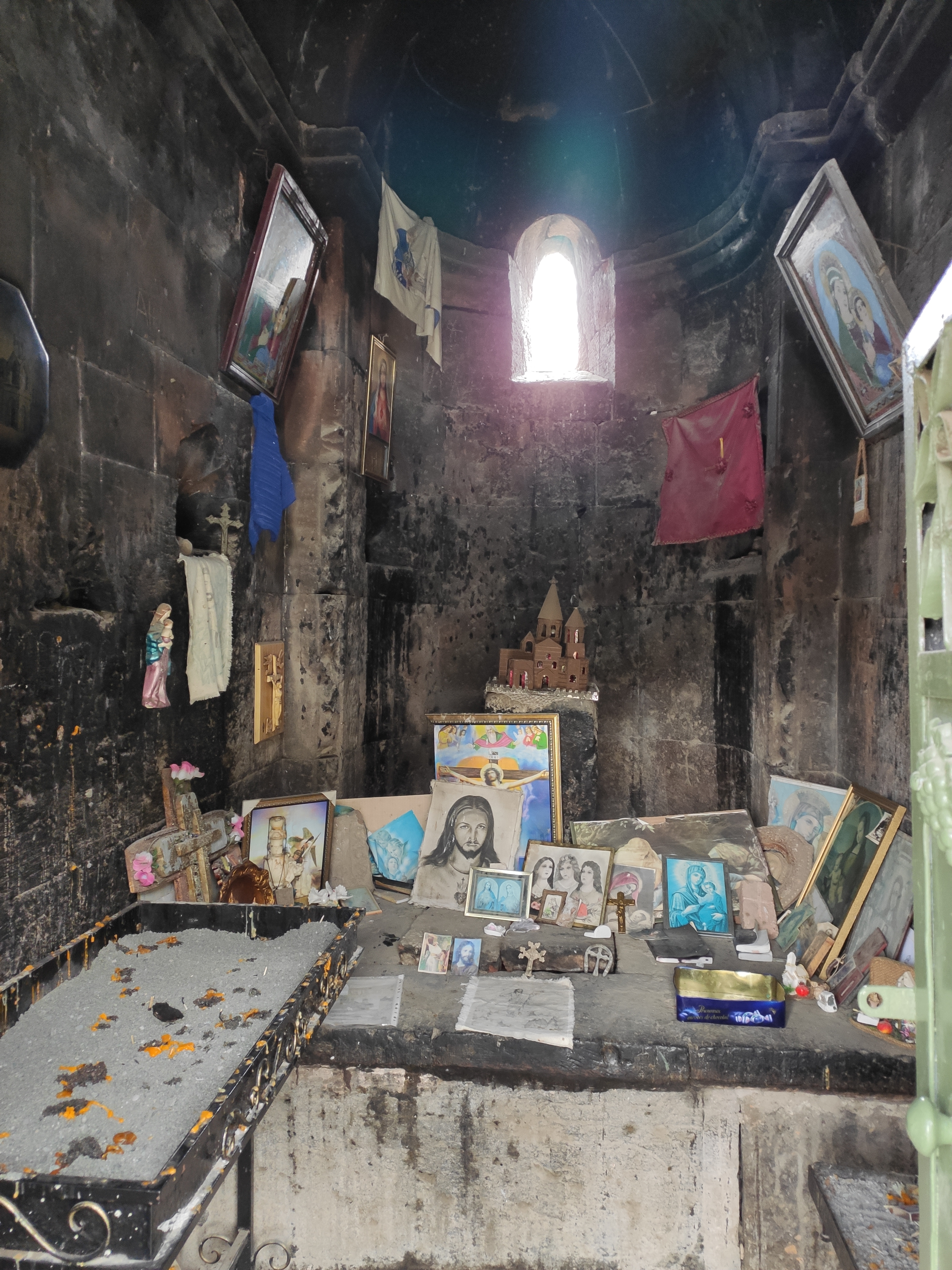
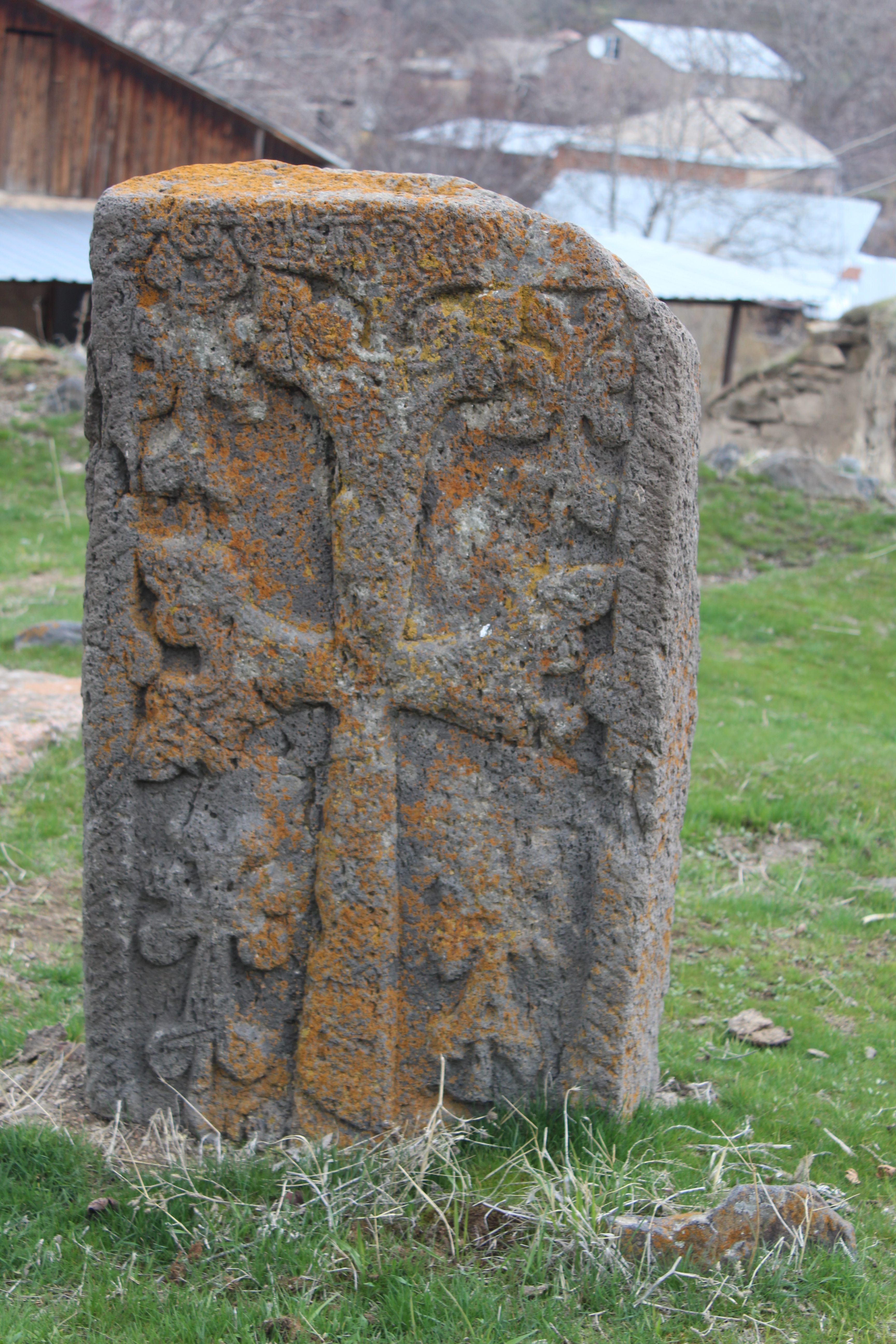